# Chiesa di San Vittore (Ceriano Laghetto)
La chiesa di San Vittore è la parrocchiale di Ceriano Laghetto, in provincia di Monza e Brianza ed arcidiocesi di Milano; fa parte del decanato di Saronno.

## Storia
La prima citazione di una cappella a Ceriano, dipendente dalla pieve di Seveso, è da ricercare nel Liber Notitiae Sanctorum Mediolani, redatto alla fine del XIII secolo di Goffredo da Bussero.
Nel 1762 l'arcivescovo Giuseppe Pozzobonelli, durante la sua visita pastorale, rilevò che il numero dei fedeli era pari a 341 e che la parrocchiale di San Vittore, in cui avevano sede le confraternite del Santissimo Sacramento, del Santissimo Rosario e della Santissima Croce, aveva come filiale l'oratorio di San Carlo.
La cerimonia di posa della prima pietra della nuova chiesa si tenne il 2 febbraio 1904; l'edificio, disegnato dall'ingegner Luigi Silva, venne aperto al culto il 4 novembre 1908 e poi consacrato il 21 agosto 1909.
Nel 1914 la parrocchia entrò a far parte del vicariato di Saronno e nel medesimo anno l'antica chiesa fu demolita.
La parrocchiale venne interessata da un ampliamento nel 1933 tramite la costruzione delle due navate laterali, progettate dall'ingener Minoretti.
Tra il 1971 e il 1972, con la riorganizzazione territoriale dell'arcidiocesi voluta dall'arcivescovo Giovanni Colombo, la parrocchia confluì nel decanato di Saronno.
La chiesa fu oggetto tra il 1998 e il 2000 di un importante restauro, in occasione del quale si provvide a sostituire il pavimento e ad eseguire l'adeguamento liturgico secondo le usanze postconciliari mediante l'aggiunta dell'altare rivolto verso l'assemblea.

## Descrizione

### Esterno
La facciata a salienti della chiesa, rivolta a occidente, si compone di tre corpi: quello centrale, suddiviso in due registri, è caratterizzato dal portale maggiore lunettato e dal rosone, mentre ciascuna delle due ali laterali presenta un ingresso secondario, una nicchia vuota e una specchiatura.
Annesso alla parrocchiale è il campanile a base quadrata, la cui cella presenta su ogni lato una monofora a tutto sesto ed è coronata dalla guglia.

### Interno
L'interno dell'edificio, la cui pianta è a croce latina, si compone di tre navate, separate da pilastri, sorreggenti gli archi a tutto sesto e caratterizzati da massicce lesene sopra le quali si impostano i costoloni che scandiscono la volta; al termine dell'aula si sviluppa il presbiterio, rialzato di alcuni gradini e chiuso dall'abside quadrangolare. L'altare maggiore venne realizzato per offerta del parroco Don Giovanni Viganò, mentre l'attuale mensa liturgica, l'ambone e la sede sono opera della Scuola Beato Angelico di Milano. Il grande affresco che occupa tutta la parte di fondo dell'abside è del pittore Mario Bogani, realizzato nel 1980 rappresenta la Storia della Salvezza. Accanto al presbiterio vi è il pulpito dono del cardinale Andrea Carlo Ferrari nel 1908. 
Vi sono conservate diverse opere di pregio, tra le quali gli affreschi raffiguranti il Giudizio e la decapitazione di San Vittore, eseguiti dai pittori Salienti e Botti. La tela raffigurante Sant'Antonio da Padova è opera del pittore Gino Sandri che visse a Ceriano negli anni 30 e 40 del novecento. Nella cappella del battistero si trova la tela con soggetto il Battesimo di Cristo nel Giordano, realizzato dal pittore cerianese Marcello Alati così come le quattro grandi pale, rispettivamente: San Pietro e San Paolo ai lati della cappella del Santo Crocifisso, San Gioacchino e Sant'Anna ai lati della cappella della Beata Vergine. La statua ritraente San Vittore, donata dall'arcivescovo Andrea Carlo Ferrari.
Sopra l'ingresso principale è collocato l'organo a canne opera del varesino Giorgio Maroni, a tramissione pneumatica, è dotato di due tastiere e pedaliera di 27 note. Venne inaugurato nell'aprile del 1935.